# Chua-šan
Chua-šan (čínsky 华山 pchin-jin Huà shān, v překladu do češtiny Květinová hora) je jednou z Pěti velkých hor. Nachází se v Čínské lidové republice, v provincii Šen-si, přibližně 100 kilometrů východně od města Si-an a asi 800 km jihozápadně od Pekingu. Chua-šan je posvátnou horou taoismu a cílem taoistických poutníků.

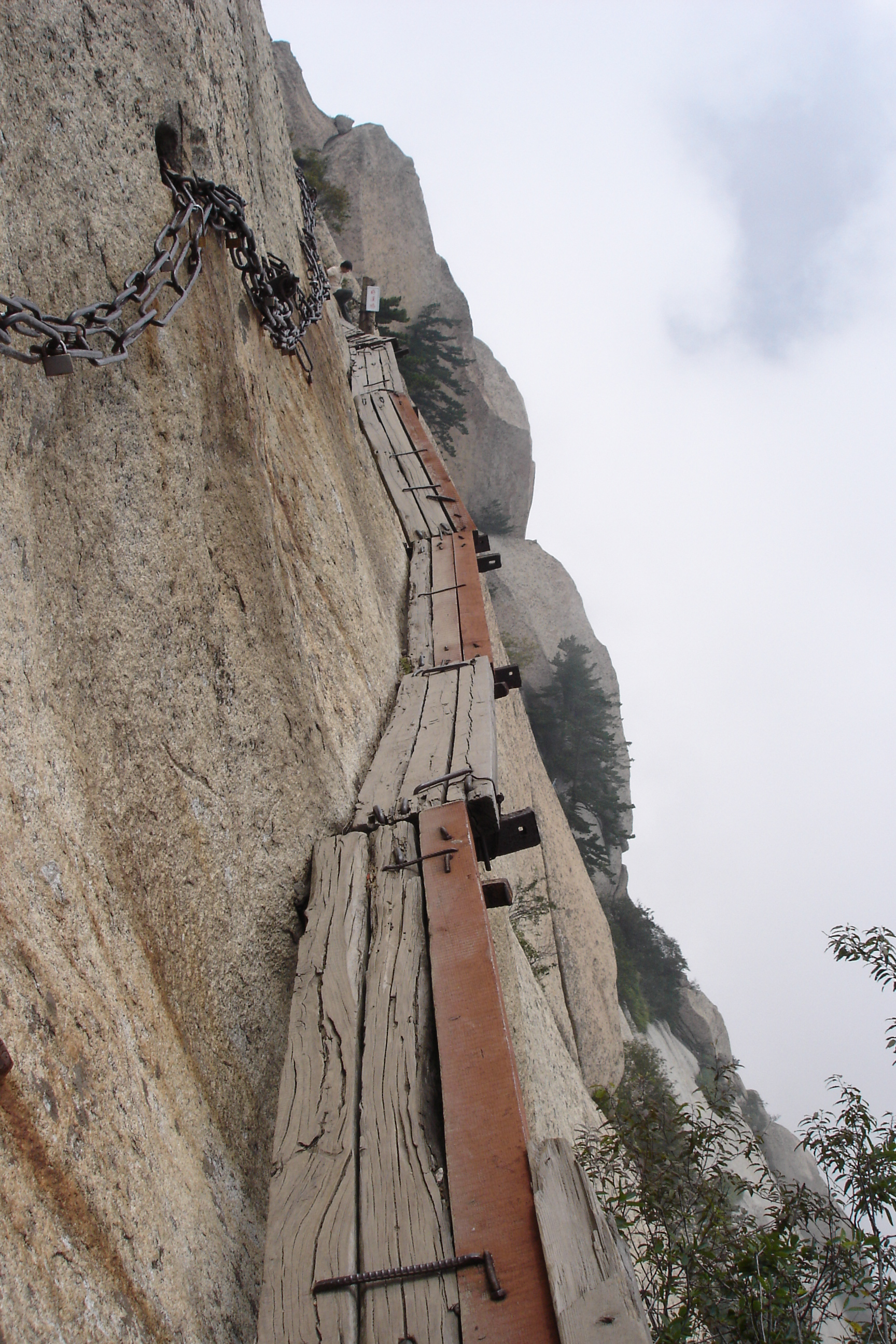
Sráz tisíce stop na Chua-šanu

Hora má celkem pět vrcholů. Svým tvarem připomíná květinu, odtud i název Květinová hora. Na hoře a jejím úpatí se nachází řada taoistických chrámů. Až na vrcholy hory vedou do skály vytesané schody. Hora je oblíbeným cílem čínských mileneckých párů, které zavěšují na řetězy kolem cesty zámky, symbolizující trvalost jejich vztahu. U jižního vrcholu se nachází tzv. Sráz tisíce stop, kolem něhož vede údajně nejnebezpečnější stezka na světě, skládající se z dřevěných prken upevněných na ploché svislé stěně.